# Хулд
Хулд — сомон у Середньо-Гобійському аймаці Монголії. Територія 6,0 тис. км², населення 2,2 тис. чол. Центр — селище Улаанжирем, розташований на відстані 95 км від міста Мандалговь та у 350 км від Улан-Батора.

## Рельєф
Гори Хулд, Луус, Шувуутай, Теег, Цахир. Мало рік, є маленькі озера.

## Клімат
Різкоконтинентальний клімат. Середня температура січня −20 градусів, липня +20 градусів, щорічна норма опадів 100–120 мм.

## Економіка
Залізна руда, запаси вапняку, керамічної глини, алебастру

## Тваринний світ
Водяться аргалі, лисиці, вовки, дикі кішки-манули, зайці, дикі кози, козулі, тарбагани.

## Соціальна сфера
Школа, лікарня, сфера обслуговування.